# Chickasaw Township (Iowa)
Chickasaw Township est un township, du comté de Chickasaw en Iowa, aux États-Unis,.
Le township est organisé en 1855.

## Source de la traduction
- (en) Cet article est partiellement ou en totalité issu de l’article de Wikipédia en anglais intitulé « Chickasaw Township, Chickasaw County, Iowa » (voir la liste des auteurs).